# Клейтон (тауншип, Миннесота)
Клейтон (англ. Clayton) — тауншип в округе Моуэр, Миннесота, США. На 2000 год его население составило 178 человек.

## География
По данным Бюро переписи населения США площадь тауншипа составляет 93,8 км², из которых 93,8 км² занимает суша, водоёмов нет.

## Демография
По данным переписи населения 2000 года здесь находились 178 человек, 56 домохозяйств и 47 семей. Плотность населения —  1,9 чел./км². На территории тауншипа расположена 61 постройка со средней плотностью 0,7 построек на один квадратный километр. Расовый состав населения: 97,75 % белых, 1,12 % — других рас США и 1,12 % приходится на две или более других рас. Испанцы или латиноамериканцы любой расы составляли 1,12 % от популяции тауншипа.
Из 56 домохозяйств в 41,1 % воспитывались дети до 18 лет, в 78,6 % проживали супружеские пары и в 14,3 % домохозяйств проживали несемейные люди. 14,3 % домохозяйств состояли из одного человека, при том 5,4 % из — одиноких пожилых людей старше 65 лет. Средний размер домохозяйства — 3,18, а семьи — 3,54 человека.
33,7 % населения — младше 18 лет, 10,1 % — в возрасте от 18 до 24 лет, 23,0 % — от 25 до 44, 23,6 % — от 45 до 64, и 9,6 % — старше 65 лет. Средний возраст — 35 лет. На каждые 100 женщин приходилось 102,3 мужчин. На каждые 100 женщин старше 18 приходилось 122,6 мужчин.
Средний годовой доход домохозяйства составлял 75 739 долларов, а средний годовой доход семьи —  80 000 долларов. Средний доход мужчин —  32 708  долларов, в то время как у женщин — 35 833. Доход на душу населения составил 32 453 доллара. За чертой бедности находились 2,1 % семей и 5,2 % всего населения тауншипа, из которых 6,2 % младше 18 лет.